# Leadhillita
La leadhillita es un mineral carbonato con aniones sulfato, por tanto encuadrado en la clase de los minerales carbonatos y nitratos. Fue descubierta en 1832 en las minas de plomo de Leadhills, en Escocia (Reino Unido), siendo nombrada por el nombre de la zona minera. Sinónimos poco usados son: leadillita o maxita.

## Características químicas
Químicamente es un complejo carbonato-sulfato con cationes de plomo, hidroxilado. Es trimorfo con macphersonita y con susannita, ambas con la misma fórmula química (Pb4(SO4)(CO3)2(OH)2) pero que cristalizan en estructura diferente, muy relacionados con ellas pues se pueden transformar unos en otros según ambiente.

## Hábito
Normalmente se presenta como finos cristales tabulares pseudohexagonales, aunque también son comunes las formas romboédrica o piramidal. También puede formar cristales prismáticos, o cúbicos granulares. Cuando son cristales grandes las caras pueden mostrar estriaciones, o estar curvadas.
La formación de maclas es muy común, con diversas formas de maclado: como gemelos lamelares, con contacto entre cristales de tipo aragonito, como gemelos penetrándose o con otras leyes de agrupamientos pseudohexagonales.

## Formación y yacimientos
Aparece como mineral de formación secundaria en la zona de oxidación de yacimientos de otros minerales de plomo. Suele encontrarse asociado a otros minerales como: cerusita, anglesita, lanarkita, caledonita, linarita, diaboleíta, boleíta, wherryíta, paralaurionita o brochantita.